# Karl Robert Schäfer
Karl Robert Schäfer-Lüdin (* 29. Dezember 1894; † 21. August 1970) war ein deutsch-schweizerischer Schauspieler, Filmer und Gewerkschaftler. Er war bekannt für seine Leidenschaft, Treue und seinen bedingungslosen Einsatz für das Stadttheater Basel. Als Gewerkschaftler engagierte er sich sehr für das Theaterpersonal. Schäfer hinterliess eine grosse Anzahl Filme und Fotos, die fast jeden Bereich seines Lebens dokumentieren.

## Biografie

### Schauspiel-Karriere
Geboren am 29. Dezember 1894 in Jena, spielte er schon mit neun Jahren die Rolle Walter in Wilhelm Tell. Später schloss er eine Lehre als Feinmechaniker in den Zeiss-Werken ab. Danach liess er sich als Schauspieler ausbilden und studierte in Weimar bei Widey und Vollmer. 1915/1916 fand er sein erstes Engagement an einem Städtetheater. Folgend ging es kreuz und quer durch Deutschland, nach Metz (1916/1918), Riga (1918/1919), Baden-Baden (1919–1921) und Mainz (1922/1925), als Regisseur und Charakterspieler.
Im Spätsommer 1925 stellte er sich in Basel als Oberon im Sommernachtstraum von Shakespeare vor und fand grosse Anerkennung beim Publikum. Von da an war er als Schauspieler und Hörspielsprecher in Basel tätig. Einige Rollen, welche er danach übernahm, waren Ferdinand in Kabale und Liebe von Schiller, Melchtal in Wilhelm Tell und Standhope in Die andere Seite. Später fand er Rollen in Stücken wie Die Erste Legion, Peer Gynt und Der Mond ging unter.
1944 wurde ihm die Verantwortung über die Billetkasse übertragen. Danach spielte er weiterhin auf der Bühne Charakter- und Chargenrollen. Er wurde Obmann des Theaterpersonals, Vertreter im VPOD.

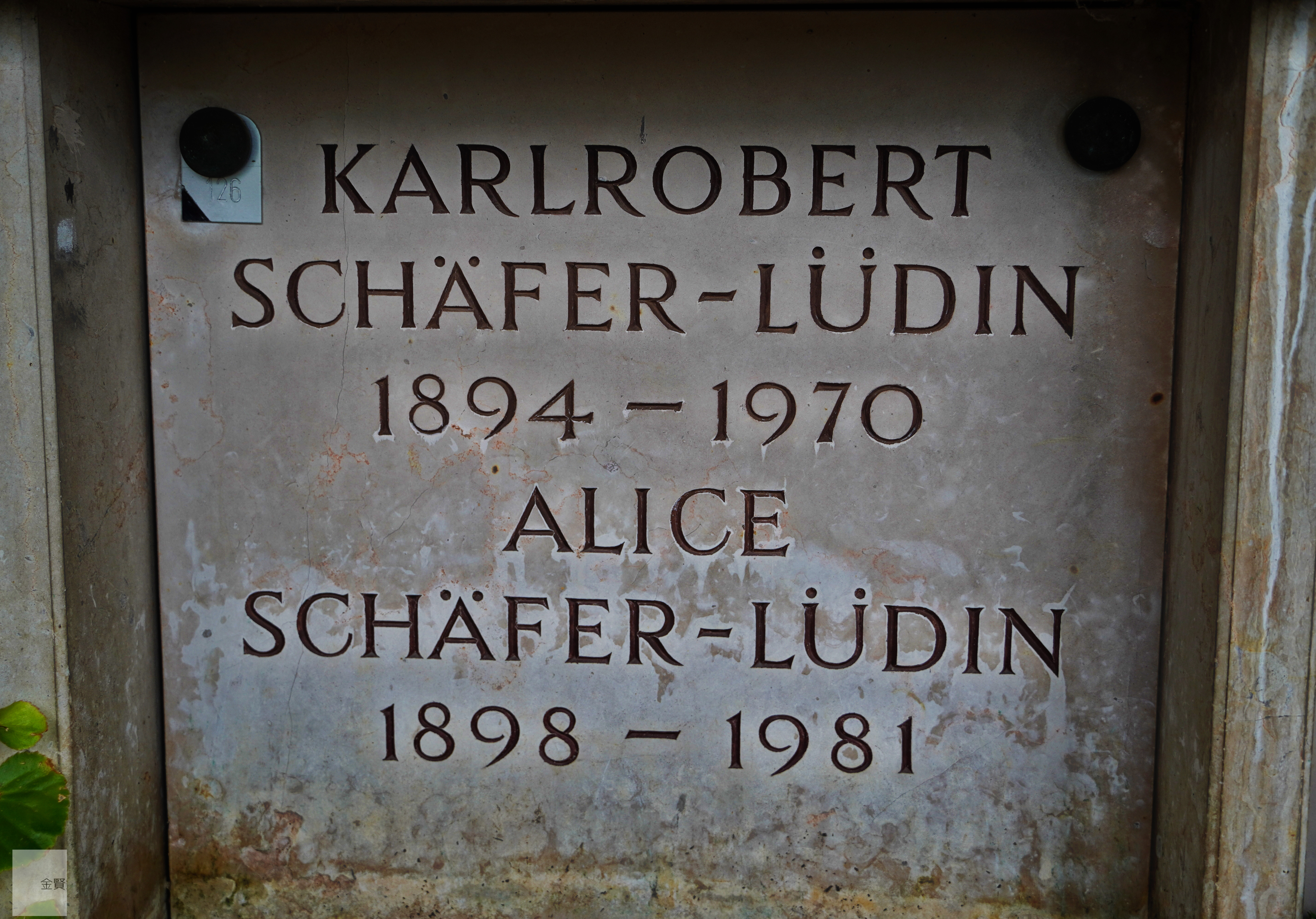
Urnengrab von Schäfer-Lüdin auf dem Hörnli

Schäfer heiratete 1927 die Violinistin Alice Lüdin. Aus der Ehe gingen eine Tochter und ein Sohn hervor. Nach schwerer Krankheit starb Karl Robert Schäfer im 76. Lebensjahr 1970. Seine Urne wurde auf dem Friedhof am Hörnli in Riehen beigesetzt.

### Bezug zur Schweiz
Schäfer erhielt 1933 das Schweizer Bürgerrecht. Als Alpinist bestieg er das Matterhorn acht Mal. Er gehört zu den Mitbegründern des alpinen Zentrums in Zermatt und ordnete dort das Matterhornmuseum neu. Daneben gründete er 1927 das Matterhornarchiv. Dazu nahm er eine weitläufige Korrespondenz mit allen Nachfahren der grossen Pioniere am Matterhorn auf. Er sammelte wertvolle Dokumente, welche die verschiedenen Facetten des Berges aufzeigen. Die Whymper-Dokumente besass Karl Robert Schäfer in Fotokopien, dazu 3000 Diapositive und Negative zum Thema. Er wies 25 Jahre Mitgliedschaft beim SAC auf und war Bibliothekar und Archivar des Alpen-Museums.

### Bekannte Rollen
- Ferdinand in  Schillers Kabale und Liebe
- Max Piccolomini in Wallenstein
- Melchtal in Wilhelm Tell (Schiller)
- Walter in Wilhelm Tell
- Torquato Tasso
- Mortimer in Schillers Maria Stuart
- den Prinzen von Homburg in Der Prinz von Homburg
- Valerio in Leonce und Lena
- Oswald in Gespenster
- Ein Engel kommt nach Babylon
- Standhope in Die andere Seite
- Martin Gollwitz in Der Raub der Sabinerinnen
- Die Erste Legion
- Der Mond ging unter
- Peer Gynt

### Inszenierungen
- Reiterpatrouille
- Via Mala
- Richter von Zalamea
- Helden

### Sonstiges
- Schlaraffia Basilea-Mitglied